# Ród zu Wied
Ród zu Wied – niemiecka rodzina szlachecka posiadająca dobra w dzisiejszym kraju związkowym Nadrenia-Palatynat, w Niemczech, położone w miejscu gdzie Ren spotyka się z rzeką Wied. Ród ten śmiało można uznać za najwcześniej udokumentowaną niemiecka rodzinę szlachecką. Po raz pierwszy wzmianka o nim pojawia się w Historia Francorum Grzegorza z Tours. W latach 1243–1462  hrabstwo Wied połączone było z terenami późniejszego hrabstwa Isemburg wspólnie te tereny nazywano Wied-Isenburg. Tereny hrabstwa dzielono dwa razy pomiędzy linie rodu w 1631 roku na hrabstwa Wied i Wied-Dierdorf w 1631 roku natomiast w roku 1698 pomiędzy Wied-Neuwied i Wied-Runkel.

## Hrabiowie zu Wied (c. 860–1243)
- Matferd I (c. 860– ?)
- Eberhard
- Matferd II
- Richwin I
- Richwin II
- Richwin III
- Richwin IV (1093–1112)
- Matferd III (1093–1129)
- Burchard (? –1152)
- Zygfryd (1129–61)
- Teodoryk (1158–89)
- Jerzy, w latach 1217-1218 dowódca 5 krucjaty
- Lotar (? –1243)

## Hrabiowie zu Wied (1462–1698)
- Fryderyk I (1462–87)
- Wilhelm III, hrabia Mörs (1487–1526)
- Jan I (1487–1533)
- Filip (1533–35)
- Jan II (1535–81)
- Herman I (1581–91)
- Wilhelm IV (1581–1612)
- Herman II (1581–1631)
- Fryderyk II (1631–98)

## Hrabiowie Wied-Neuwied (1698–1784)
- Fryderyk Wilhelm (1698–1737)
- Jan Fryderyk Aleksander(1737–1784)

## Książęta Wied-Neuwied (1784–1806)
- Jan Fryderyk Aleksander (1784–1791)
- Fryderyk Karol (1791–1802)
- Jan August (1802–1806)

## Głowy rodu Wied-Neuwied, (1806–obecnie)
- Jan August (1806–1836)
- Hermann (1836–1864)
- Wilhelm (1864–1907)
- Wilhelm Fryderyk (1907–1945)
- Fryderyk Wilhelm (1945–2000)
- Karol (2000–obecnie)

## Hrabiowie Wied-Runkel (1698–1791)
- Jan Fryderyk Wilhelm (1698–99)
- Maksymilian Henryk (1699–1706)
- Jan Ludwik Adolf (1706–62)
- Krystian Ludwik (1762–91)

## Książęta Wied-Runkel (1791–1806)
- Krystian Ludwik (1791)
- Karol Ludwik (1791–1806)

## Znani członkowie rodu
- Arnold II von Wied, 1098–1156, arcybiskup i elektor Kolonii
- Jadwiga von Wied, 1120–1172, ksieni Gerresheim
- Teodoryk z Wied, 1170–1242, arcybiskup i elektor Trewiru
- Fryderyk III von Wied, 1475–1551, biskup Münster
- Hermann V von Wied, 1477–1552, arcybiskup i elektor Kolonii i biskup Paderborn
- Fryderyk IV von Wied, 1518–1568, arcybiskup i elektorem Kolonii
- Jan Ernst von Wied-Runkel, 1623–1664, żołnierz, sędzia
- Jan Fryderyk Aleksander, książę Wied-Neuwied, 1706–1791, pierwszy książę Wied
- Maximilian zu Wied-Neuwied, 1782–1867, odkrywca, etnolog, zoolog i przyrodnik[1]
- Hermann Karol Wilhelm, książę Wied, 1814–1864, genealog
- Elisabeth zu Wied, 1843–1916, królowa Rumunii i poetka
- Wilhelm V Adolf Maksymilian von Wied, 1845-1907 dowódca Marynarki Wojennej Niemiec
- Fryderyk Wilhelm zwany Henrykiem zu Wied, 1876–1945, książę Albanii
- Wiktor książę von Wied, 1877–1946, dyplomata